# Котацу
Котацу (на японски: 炬燵 или 火燵) е маса с нагряване, използвана в японските домове в миналото и в съвременния бит. Това е важен източник на топлина и едновременно с това място за събиране на семейството.
Съвременното котацу се състои от три части:
- Ниска стойка за маса, в рамката на която се намира електрически нагревател;
- Горна дъска на масата;
- Одеяло, което се закрепва между стойката и дъската и от всички страни достига до пода като по този начин изолира получената топлина.

Котацу се поставя обикновено в традиционната японска стая, пода на която е от татами и който е по-топъл от традиционния западен под от паркет или дъски. За да си осигури топлина през зимата човек се разполага върху възглавниците на пода и се завива с одеялото.

## Съвременно значение
В Япония в повечето региони няма централно отопление. Използват се малки електрически уреди или климатици. Поради липсата на солидна топлоизолация в конструкцията на японските домове обикновено зимно време не се отоплява целият дом на семейството. Използването на котацу е традиция, която освен осигуряването на достатъчна топлина за членовете на семейството, осигурява и една важна част от японския бит – събирането на семейството на едно място и приятно общуване.